# Spice Up Your Life
„Spice Up Your Life е петият сингъл на английската поп група Spice Girls, издаден на 3 октомври 1997.
Песента се задържа на първо място в класацията за сингли на Великобритания UK Singles Chart.

## Списък

### Британско, Европейско, Тайванско (част 1), Италианско, Японско, Южноамериканско и Тайландско CD
1. „Spice Up Your Life“ (Morales радио Mix) – 2:48
2. „Spice Up Your Life“ (Stent радио Mix) – 2:53
3. „Spice Up Your Life“ (Stent радио инструментал) – 2:53
4. „Spice Invaders“ – 3:38

### Британско, Европейско, Тайванско (част 2), Австралийско и Бразилско CD
1. „Spice Up Your Life“ (Stent радио Mix) – 2:53
2. „Spice Up Your Life“ (Murk Cuba Libre Mix) – 8:05
3. „Spice Up Your Life“ (Morales Carnival Club Mix) – 11:30

### Европейско (част 2) и Френско CD
1. „Spice Up Your Life“ (Stent радио Mix) – 2:53
2. „Spice Invaders“ – 3:38

### Дигитално EP (част 1)
1. „Spice Up Your Life“ (Morales радио Mix) – 2:50
2. „Spice Up Your Life“ (Murk Spider Beats) – 3:42
3. „Spice Up Your Life“ (Murk Cuba Libre Mix) – 8:06
4. „Spice Up Your Life“ (Murk Sugar Cane Dub) – 8:40
5. „Spice Up Your Life“ (Morales Drums & Dub Mix) – 11:09

### Дигитално EP (част 2)
1. „Spice Up Your Life“ (Stent радио Mix) – 2:55
2. „Spice Up Your Life“ (Morales Carnival Club Mix) – 11:30
3. „Spice Up Your Life“ (Morales Beats) – 5:53
4. „Spice Invaders“ – 3:38
5. „Spice Up Your Life“ (Stent радио инструментал) – 2:54

### Британска, Австралийска и Американска касета (Страна B е същата като страна A)
A1 „Spice Up Your Life“ (Stent радио Mix) – 2:53
A2 „Spice Up Your Life“ (Morales радио Mix) – 2:48
A3 „Spice Up Your Life“ (Stent радио инструментал) – 2:53
A4 „Spice Invaders“ – 3:38

### Британски 12"
A1 „Spice Up Your Life“ (Morales Carnival Club Mix) – 11:30
B1 „Spice Up Your Life“ (Murk Cuba Libre Mix) – 8:05
B2 „Spice Up Your Life“ (Morales Beats) – 5:51
C1 „Spice Up Your Life“ (Morales Drums & Dub Mix) – 11:07
D1 „Spice Up Your Life“ (Murk Sugar Cane Dub) – 8:38
D2 „Spice Up Your Life“ (Murk Spider Beats) – 3:41

### Американски 12"
A1 „Spice Up Your Life“ (Morales Carnival Club Mix) – 11:30
A2 „Spice Up Your Life“ (Murk Cuba Libre Mix) – 8:05
B1 „Spice Up Your Life“ (Stent радио Mix) – 2:53
B2 „Spice Up Your Life“ (Stent радио инструментал) – 2:53
B3 „Spice Up Your Life“ (Morales радио Mix) – 2:48

### Американско промоционално CD-R (ремиксиран от Ралфи Росарио)
1. „Spice Up Your Life“ (вокален Mix) – 9:08
2. „Spice Up Your Life“ (дублиране) – 8:36
3. „Spice Up Your Life“ (радио редактиран) – 3:38